# Phanaeus furiosus
Phanaeus furiosus är en skalbaggsart som beskrevs av Bates 1887. Phanaeus furiosus ingår i släktet Phanaeus och familjen bladhorningar. Utöver nominatformen finns också underarten P. f. pseudofurcosus.